# Макфилипс, Пол
Пол Макфи́липс (англ. Paul McPhillips, род. 27 марта 1971 года в Глазго, Шотландия) — шотландский бывший профессиональный игрок в снукер. Играет левой рукой.

## Карьера
В 1987 году Пол стал чемпионом Британии среди юниоров. В 1990-м он вышел в финал любительского чемпионата Шотландии, но проиграл Алану Макманусу. В 1995-м, уже в качестве профессионала, стал финалистом Benson & Hedges Championship — в финале Макфилипс уступил Мэттью Стивенсу 3:6. В 1997-м он в четвертьфинале British Open в напряжённом поединке проиграл Стивену Хендри 4:5. В 2001 году, на чемпионате мира Пол Макфилипс вышел в 4-й квалификационный раунд — это одно из лучших его достижений.
Макфилипс покинул профессиональный снукер в 2007-м и стал работать таксистом в Глазго.